# Petras Baršauskas
Petras Baršauskas (* 10. Oktober 1953 in Kaunas) ist ein litauischer Ingenieur, Professor und Rektor.

## Leben
Sein Vater war der Physiker Kazimieras Baršauskas (1904–1964). Von 1960 bis 1971 absolvierte er die Salomėja-Nėris-Mittelschule. Nach dem Abitur absolvierte er 1977 das Diplomstudium an der Elektrotechnik-Fakultät am Kauno politechnikos institutas (KPI) und wurde Ingenieur der Energiewirtschaft. 1986 promovierte er in Leningrad in technischen Wissenschaften zum Thema „Mažos galios asinchroninių mašinų trumpai sujungtų rotorių kokybė ir jos kontrolė masinės gamybos sąlygomis“ und 2002 habilitierte in Sozialwissenschaften.
Von 1980 bis 1983 war er Aspirant am KPI, von 1984 bis 1987 Assistent, ab 1989 lehrte als Dozent. Von 1989 bis 1990 war er KPI-Prorektor der Wissenschaft. Ab 2003 war er Prorektor bei ISM Vadybos ir ekonomikos universitetas. Seit 2004 ist er Professor. Seit dem 31. Mai 2011 ist er KTU-Rektor.